# Rasa de Guardiola
La Rasa de Guardiola, dita també Rasa de Brics, és un torrent afluent per la dreta del riu Negre. El seu recorregut transcorre íntegrament pel terme municipal de Riner (Solsonès).

## Descripció
La rasa es forma a la confluència de la Rasa de la Solana i la Rasa de l'Alzina que té lloc a 659 msnm entre les masies de Guardiola (al sud-est) i Cal Mestre Gifré (al NO). De direcció predominant cap a les 2 del rellotge, desguassa al Riu Negre a la falda de la masia de Teixidor.

## Perfil del seu curs
| Recorregut (en m.) | Altitud (en m.) | Pendent |
| ------------------ | --------------- | ------- |
| 0                  | 659             | -       |
| 250                | 653             | 2,4%    |
| 500                | 645             | 3,2%    |
| 750                | 635             | 4,0%    |
| 1.000              | 620             | 6,0%    |
| 1.250              | 613             | 2,8%    |
| 1.500              | 607             | 2,4%    |
| 1.750              | 601             | 2,4%    |
| 2.000              | 593             | 3,2%    |
| 2.250              | 483             | 4,0%    |
| 2.500              | 574             | 3,6%    |
| 2.750              | 569             | 2,0%    |
| 2.840              | 567             | 2,2%    |

## Xarxa hidrogràfica
La xarxa hidrogràfica de la Rasa de Guardiola està integrada per un total de 18 cursos fluvials dels quals 5 són subsidiaris de 1r nivell, 9 ho són de 2n nivell i 3 ho són de 3r nivell. La totalitat de la xarxa suma una longitud de 18.397 m.